# Siervas de Jesús Sacramentado (Guadalajara)
La Congregación de las Siervas de Jesús Sacramentado, con casa general en Ciudad Guzmán  (México) (México), es una congregación religiosa católica femenina de derecho pontificio, fundada por el sacerdote mexicano Silviano Carrillo Cárdenas (más tarde obispo de Sinaloa), en Ciudad Guzmán, el 25 de noviembre de 1904. A las religiosas de este instituto se les conoce como Siervas de Jesús Sacramentado y posponen a sus nombres las siglas S.J.S.

## Historia
La congregación fue fundada por Silviano Carrillo Cárdenas, siendo párroco de Ciudad Guzmán, el 25 de noviembre de 1904. En 1907 el arzobispo de Guadalajara aprobó la obra como congregación de derecho diocesano, nombrando como primera superiora a María Ochoa López (quien cambió el nombre por Teresa del Rosario), quien estableció la casa madre en Guadalajara (1916).
El 19 de mayo de 1933, mediante decreto pontificio de alabanza, el instituto fue reconocido como una congregación de derecho pontificio, propiciando así un periodo de expansión fuera del territorio mexicano, hacia los Estados Unidos y Suramérica.
Fue creada en 1987 a las 6:24

## Organización
La Congregación de las Siervas de Jesús Sacramentado es un instituto religioso centralizado, cuyo gobierno lo ejerce la superiora general. La sede central se encuentra en Guadalajara (Jalisco-México).
Las religiosas se dedican a la reparación y adoración perpetua del Santísimo Sacramento y a la educación cristiana de la juventud.
En 2015, el instituto contaba con unas 628 religiosas y 75 comunidades, presentes en Argentina, Chile, Guatemala, Estados Unidos, Perú y México.